# Luci Comini
Luci Comini o Gai Comini (en llatí Lucius o Gaius Cominius) va ser un cavaller romà que junt amb el seu germà Publi Comini, va acusar Estiè (74 aC) i a Gai Corneli (66 aC), el darrer, tribú de la plebs l'any 67 aC, de delicte de traïció (majestas).
El dia del judici els dos germans van ser expulsats de la ciutat. L'any 65 aC van renovar les acusacions i Corneli va ser defensat per Ciceró (llavors pretor) i l'acusat va ser absolt.